# SWA World Championship
Le Stardom Wrestling Association (SWA) World Championship (que l'on peut traduire par championnat du monde de la SWA) est un championnat de catch (lutte professionnelle) féminin utilisé par la World Wonder Ring Stardom (Stardom). Il est créé pour promouvoir la Stardom World Alliance, une plateforme de streaming payant diffusant les spectacles de la Stardom ainsi que ceux organisés en partenariat avec d'autres fédérations à travers le monde.

La particularité de ce championnat est qu'il ne peut être défendu que contre quelqu'un qui n'est pas de la même nationalité que la championne actuelle.

## Histoire
Début 2016, la World Wonder Ring Stardom lance la plateforme de streaming payant Stardom World Alliance qui va diffuser ses émissions ainsi que les spectacles organisés en partenariat avec d'autres fédérations à travers le monde. De plus cette fédération japonaise compte venir en Europe et noue des partenariats avec la British Empire Wrestling en Grande-Bretagne, la Revolution Championship Wrestling et l'Association Biterroise de Catch en France.
Le 21 mai 2016, la Stardom et la Revolution Championship Wrestling organise un tournoi pour désigner la première championne du monde de la Stardom Wrestling Association. Les participantes sont :
- Io Shirai[2]
- Camile[2]
- Diosa Atenea[2]
- Dragonita[2]
- Heidi Katrina[2]
- Kay Lee Ray[2]
- Santana Garrett[2]
- Alpha Female (en)[2]
- Toni Storm[2]

|  | Quarts de finale       | Quarts de finale       | Quarts de finale | Quarts de finale |                 |                 | Demi-finales | Demi-finales | Demi-finales | Demi-finales |  |  | Finale | Finale | Finale | Finale |
|  |                        |                        |                  |                  |                 |                 |              |              |              |              |  |  |        |        |        |        |
|  |                        |                        |                  |                  |                 |                 |              |              |              |              |  |  |        |        |        |        |
|  |                        |                        |                  |                  |                 |                 |              |              |              |              |  |  |        |        |        |        |
|  | Camile et Diosa Atenea | Camile et Diosa Atenea | 8:54             | 8:54             |                 |                 |              |              |              |              |  |  |        |        |        |        |
|  | Camile et Diosa Atenea | Camile et Diosa Atenea | 8:54             | 8:54             |                 |                 |              |              |              |              |  |  |        |        |        |        |
|  | Dragonita              | Dragonita              | -                | -                |                 |                 |              |              |              |              |  |  |        |        |        |        |
|  | Dragonita              | Dragonita              | -                | -                | Dragonita       | Dragonita       | 6:17         | 6:17         |              |              |  |  |        |        |        |        |
|  |                        |                        |                  |                  | Dragonita       | Dragonita       | 6:17         | 6:17         |              |              |  |  |        |        |        |        |
|  |                        |                        | Io Shirai        | Io Shirai        | -               | -               |              |              |              |              |  |  |        |        |        |        |
|  | Io Shirai              | Io Shirai              | Io Shirai        | Io Shirai        | -               | -               | -            | -            |              |              |  |  |        |        |        |        |
|  | Io Shirai              | Io Shirai              |                  |                  |                 |                 |              | -            |              |              |  |  |        |        |        |        |
|  | Kay Lee Ray            | Kay Lee Ray            | 6:59             | 6:59             |                 |                 |              |              |              |              |  |  |        |        |        |        |
|  | Kay Lee Ray            | Kay Lee Ray            | 6:59             | 6:59             | Io Shirai       | Io Shirai       | -            | -            |              |              |  |  |        |        |        |        |
|  |                        |                        |                  |                  | Io Shirai       | Io Shirai       | -            | -            |              |              |  |  |        |        |        |        |
|  |                        |                        | Toni Storm       | Toni Storm       | 10:11           | 10:11           |              |              |              |              |  |  |        |        |        |        |
|  | Santana Garrett        | Santana Garrett        | Toni Storm       | Toni Storm       | 10:11           | 10:11           | -            | -            |              |              |  |  |        |        |        |        |
|  | Santana Garrett        | Santana Garrett        |                  |                  |                 |                 |              |              |              |              |  |  |        |        |        |        |
|  | Alpha Female (en)      | Alpha Female (en)      | 5:31             | 5:31             |                 |                 |              |              |              |              |  |  |        |        |        |        |
|  | Alpha Female (en)      | Alpha Female (en)      | 5:31             | 5:31             | Santana Garrett | Santana Garrett | 7:17         | 7:17         |              |              |  |  |        |        |        |        |
|  |                        |                        |                  |                  | Santana Garrett | Santana Garrett | 7:17         | 7:17         |              |              |  |  |        |        |        |        |
|  |                        |                        | Toni Storm       | Toni Storm       | -               | -               |              |              |              |              |  |  |        |        |        |        |
|  | Heidi Katrina          | Heidi Katrina          | Toni Storm       | Toni Storm       | -               | -               | 4:41         | 4:41         |              |              |  |  |        |        |        |        |
|  | Heidi Katrina          | Heidi Katrina          |                  |                  |                 |                 |              | 4:41         |              |              |  |  |        |        |        |        |
|  | Toni Storm             | Toni Storm             | -                | -                |                 |                 |              |              |              |              |  |  |        |        |        |        |
|  | Toni Storm             | Toni Storm             | -                | -                |                 |                 |              |              |              |              |  |  |        |        |        |        |
|  |                        |                        |                  |                  |                 |                 |              |              |              |              |  |  |        |        |        |        |

| # | Championne         | Règne | Date             | Durée     | Lieu              | Événement                             | Notes | Réf    |
| - | ------------------ | ----- | ---------------- | --------- | ----------------- | ------------------------------------- | --- | ------ |
| 1 | Io Shirai          | 1     | 21 mai 2016      | 64 jours  | Barcelone Espagne | RCW Presents Stardom Europe           | Elle bat Toni Storm en finale d'un tournoi. | [ 1 ]  |
| 2 | Toni Storm         | 1     | 24 juillet 2016  | 612 jours | Osaka             | Stardom X Stardom 2016                | | [ 3 ]  |
| 3 | Viper              | 1     | 28 mars 2018     | 292 jours | Tokyo             | Stardom Dream Slam In Tokyo           | | [ 4 ]  |
| 4 | Utami Hayashishita | 1     | 14 janvier 2019  | 377 jours | Tokyo             | Stardom 8th Anniversary               | Elle remporte aussi le championnat international de la Pro-Wrestling: EVE.                                                                                            | [ 5 ]  |
| 5 | Jamie Hayter       | 1     | 26 janvier 2020  | NC        | Osaka             | Stardom 9th Anniversary In Osaka      | | [ 6 ]  |
| - | Vacant             | 1     | Octobre 2020     | NC        | NC                | NC                                    | Jamie Hayter ne peut pas se rendre au Japon à cause des restrictions liés à la Pandémie de Covid-19.                                                                  | [ 7 ]  |
| 6 | Bea Priestley      | 1     | 3 octobre 2020   | 43 jours  | Yokohama          | Stardom Yokohama Cinderella           | Elle bat Momo Watanabe (en) dans un match pour désigner la nouvelle championne.                                                                                       | [ 8 ]  |
| 7 | Syuri (en)         | 1     | 15 novembre 2020 | 419 jours | Sendai            | Stardom Sendai Cinderella             | | [ 9 ]  |
| - | Vacant             | 1     | 8 janvier 2022   | NC        | Tokyo             | Stardom in Korakuen Hall              | Désormais triple championne, Syuri abandonne le titre pour se concentrer sur les deux autres, le World of Stardom Championship et le Goddess of Stardom Championship. | [ 7 ]  |
| 8 | Thekla (en)        | 1     | 29 janvier 2022  | 96 jours  | Nagoya            | Stardom Nagoya Supreme Fight          | Elle bat Mina Shirakawa dans un match pour désigner la nouvelle championne.                                                                                           | [ 10 ] |
| 9 | Mayu Iwatani       | 1     | 5 mai 2022       | 182 jours | Fukuoka           | Stardom Fukuoka Goddess Festival 2022 | | [ 11 ] |
| - | Vacant             | 2     | 3 novembre 2022  | 862 jours | NC                | NC                                    | Iwatani rend cette ceinture car elle est championne féminine IWGP. | [ 12 ] |